# 134号線 (チェコ)
チェコ国鉄134号線、別名テプリツェ・ヴ・チェハーフ～リトヴィーノフ線（チェコ語;Železniční trať Teplice v Čechách – Litvínov）は、チェコ国鉄の鉄道線の名称である。

## 歴史
帝国特認ドゥクス＝ボーデンバッハ鉄道会社（k.k. privilegierte Dux-Bodenbacher Eisenbahn, DBE）は1869年9月に設立された。オセク - コモタウ（現在ホムトフ）間の鉄道建設に巡って、競争社アウシヒ＝テープリッツ鉄道（k.k. privilegierte Aussig-Teplitzer Eisenbahn, ATE）は入札に参加したが、DBEが1871年5月20日に建設許可を獲得した。1871年10月2日にドゥクス - ボーデンバッハ間が開通されて、オセク - コモタウ間は1872年12月19日に開業された。
1884年7月1日以降、DBEの路線運営業務は私鉄国有化の第一次段階としてオーストリア帝国鉄道（略: kkStB）により引き受けられた。1892年鉄道会社は国家所有となった。

## 運行形態
この路線はウースチー州運輸連合（Dopravy Ústeckého kraje, DÚK）の運賃制適用区間である。

### 快速「スピェシニー(Sp)」
- ウースチー - テプリツェ - ロウカ - モルダヴァ　【土曜・休日運行】　　※GW Train Regioによる運行
一日2往復の運行。テプリツェ以南は130号線に、ロウカ以北は135号線に直通する。
過去の運行形態
2016年に、チェコ鉄道の普通列車として運行を開始した（停車駅は現在と同じ）。2016,17年度は2月限定で年間4日のみの運行であった。
2017年末に一日2往復に増発された。
2019年末に快速に格上げされた。
2023年度に、GW Train Regio社に移管された。

### 普通
- ウースチー - テプリツェ - オルドルジーホフ - リトヴィーノフ　　※チェコ国鉄、レギオジェット・ウースチー県による運行
全て各駅停車で、平日1時間に1本、休日2時間に1本運行されている。原則、平日は130号線に直通し、休日はテプリツェ - リトヴィーノフ間のみの運行となる。休日は、テプリツェで130号線のプラハ方面特急と接続する。ほとんどがチェコ鉄道による運行で、平日朝の一日1往復のみレギオジェットが運行する。
2019年以前は、殆どがテプリツェ以北のみの運行で、平日午前も2時間に1本の本数であった。また平日午後は、半数が130号線に直通し、ウースチー - オルドルジーホフ - ロウカの系統、およびロウカ - リトヴィーノフの運行となり、両者はロウカで接続していた。2024年度以前は、すべてチェコ鉄道による運行であった。

- テプリツェ - オルドルジーホフ - リトヴィーノフ　【平日運行】　　※チェコ国鉄、レギオジェット・ウースチー県による運行
朝のみ、一日2.5往復の運行。全て、ハーイとオルドルジーホフを通過する。ほとんどがチェコ鉄道による運行で、テプリツェ行一日1本のみレギオジェットが運行する。
過去の運行形態
2019年以前は、一日3.5往復の運行であった。うち2往復がオルドルジーホフ止まり（オルドルジーホフで130号線のウースチー方面普通と接続）で、テプリツェ行片道1本を除きオルドルジーホフに停車していた。深夜にもオルドルジーホフ発着の列車が運行していた。
2020年度より、深夜のオルドルジーホフ発着の列車1往復が休止となり、一日2.5往復の運行となった。また、全列車がレギオジェットによる運行となった。
2024年度より、すべてテプリツェ発着となった。オルドルジーホフは全列車通過となった。
2025年度より、テプリツェ行一日1本を除き、チェコ鉄道による運行となった。

## 駅一覧
以下では、チェコ国鉄134号線の駅と営業キロ、停車列車、接続路線などを一覧表で示す。
- ■印：全列車停車
- ●印：大部分停車、一部通過

| 路線名 | 駅名                               | 駅間営業キロ | 累計営業キロ        | 累計営業キロ       | Sp | Os | 接続路線                                       | 所在地       | 所在地       |
| ------ | ---------------------------------- | ------------ | ------------------- | ------------------ | -- | -- | ---------------------------------------------- | ------------ | ------------ |
| 130    | テプリツェ・ヴ・チェハーフ駅       | -            |                     | テプリツェから 0.0 | ■  | ■  | 130号線（ウースチー方面）                      | ウースチー州 | テプリツェ郡 |
| 130    | ルジェテニツェ駅                   | 1.6          |                     | 2.1                | ｜ | ■  | 097号線（ラデイチーン方面）                    | ウースチー州 | テプリツェ郡 |
| 134    | イェニーコフ・オルドルジホフ駅(*1) | 3.5          | ヂェチーンから 43.0 | 5.6                | ｜ | ●  | 130号線（ヘブ方面）、132号線（テルニツェ方面） | ウースチー州 | テプリツェ郡 |
| 134    | ハーイ・ウ・ドゥフツォヴァ駅       | 2.8          | 45.8                | 8.4                | ｜ | ●  |                                                | ウースチー州 | テプリツェ郡 |
| 134    | オセク駅                           | 1.4          | 47.2                | 9.8                | ｜ | ■  |                                                | ウースチー州 | テプリツェ郡 |
| 134    | フルドロフカ駅（休止中）           |              | (48.9)              | (11.5)             | ｜ | ｜ |                                                | ウースチー州 | テプリツェ郡 |
| 134    | ロム・ウ・モストゥ駅               | 4.2          | 51.4                | 14.0               | ■  | ■  |                                                | ウースチー州 | モスト郡     |
| 134    | ロウカ・ウ・リトヴィーノヴァ駅     | 2.4          | 53.8                | 16.4               | ■  | ■  | 135号線（オセク方面、ラコヴニーク方面）        | ウースチー州 | モスト郡     |
| 134    | リトヴィーノフ駅                   | 1.5          | 55.3                | 17.9               |    | ■  |                                                | ウースチー州 | モスト郡     |

(*1): 2021年4月に開業。以前は、0.8km東側にオルドルジーホフ・ウ・ドゥフツォヴァ（Oldřichov u Duchcova）駅があったが、旅客運行を取りやめた（cz:Jeníkov-Oldřichov (železniční zastávka)参照）。